# Zelfzorgmedicijn

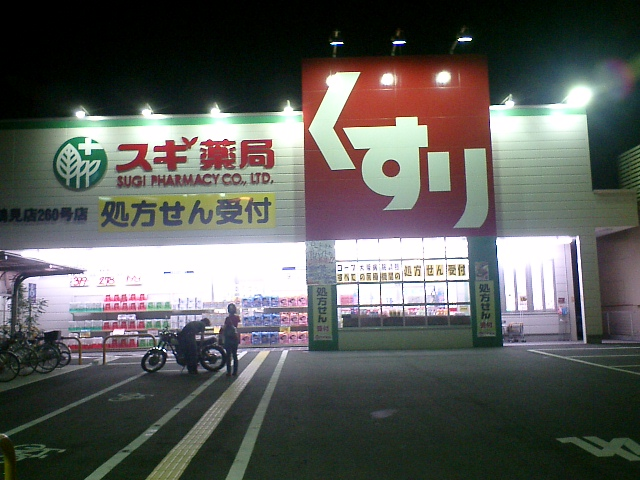
Grote Japanse drogisterij

Een zelfzorgmedicijn of zelfzorggeneesmiddel is een eenvoudig medicijn dat zonder recept verkocht mag worden. Het wordt ook wel een Over-the-counter-medicijn (afgekort: OTC) genoemd, omdat het direct over de toonbank (counter) afgegeven mag worden.
Veel gebruikte zelfzorgmedicijnen zijn onder andere:

pijnstillers, hoestdranken, neusdruppels, anti-diarreemiddelen en anti-wagenziekte, smeermiddelen tegen spierpijn of pijn na kneuzingen.
Zelfzorgmedicijnen (bijvoorbeeld paracetamol, ibuprofen, aspirine, trachitol, antimycotica, antacida) vindt men in Nederland bij de apotheek, maar ook bij de drogist en soms bij de supermarkt. Bij regelmatig of langdurig gebruik of als er zich een verslechtering van het ziektebeeld voordoet is het verstandig een arts te raadplegen.
Naast zelfzorggeneesmiddelen zijn er ook andere medische zelfzorgmiddelen, zoals apparatuur om de bloeddruk te meten.

## Regelgeving in Nederland
Sinds de invoering van de Geneesmiddelenwet in 2007 wordt in Nederland onderscheid gemaakt tussen drie categorieën zelfzorgmiddelen:
1. UA: uitsluitend in een apotheek te verkopen middelen
2. UAD: uitsluitend in apotheek en drogisterij te verkopen middelen
3. AV: algemeen verkrijgbare middelen, ook bij supermarkten en tankstations

De status UAD vormt de grootste groep geneesmiddelen in de niet-receptplichtige geneesmiddelen. Alle geneesmiddelen die voor 1 juli 2007 de afleverstatus NR hadden zijn omgezet naar UAD.
Om voor de status AV in aanmerking te kunnen komen, moet het geneesmiddel een stof bevatten die op de zogenaamde AV-lijst staat. Sinds 6 september 2007 is de lijst met volgnummer 2 geldend. Op deze lijst worden de stoffen genoemd die in aanmerking kunnen komen en worden eventuele beperkingen genoemd. Mogelijke beperkingen zijn de verpakkingsgrootte, de maximale sterkte, de indicatie waarvoor het middel mag worden toegepast of de toedieningsvorm van het geneesmiddel. Of een geneesmiddel in aanmerking kan komen wordt geregeld in artikel 58 van de geneesmiddelenwet. Hierin worden de volgende criteria gebruikt:
1. er is met de werkzame stof ten minste 5 jaar ervaring binnen de Europese Unie of in de Verenigde Staten van Amerika als zelfzorggeneesmiddel opgedaan
2. het gebruik van het geneesmiddel kan geen onevenredig risico op schade veroorzaken
3. er zijn geen aanwijzingen voor abnormaal gebruik
4. het aantal eenheden (tabletten, capsules, etc.) per verpakking is relatief gering
5. verpakking en bijsluiter waarschuwen voor eventuele risicovolle situaties

De status UA is terug ingevoerd in de nieuwe Geneesmiddelenwet van 2007. De status is in gebruik voor middelen die gezien de veiligheid en de medicatiebewaking, dat wil zeggen, kijken of het middel in kwestie samengaat met de al in gebruik zijnde medicatie, vereist is voor aflevering. De enige plek waar dergelijke medicatiebewaking correct kan worden uitgevoerd is in een apotheek waar een compleet overzicht van de in gebruik zijnde mediatie voorhanden is. De criteria zijn opgenomen in de Regeling Geneesmiddelenwet, artikel 4.1. Producten die dientengevolge de UA status hebben gekregen zijn dextrometorfan, acetylsalicylzuur, hydrokinine, en sommige NSAID's in grotere verpakkingen.
De categorie UAD is hiermee een restcategorie geworden. Immers eerst wordt gekeken of een stof op de AV-lijst staat, vervolgens op artikel 4 lid 1 van het besluit Geneesmiddelenwet verplicht tot een UA-status. Zo niet dan is het geneesmiddel UAD.
De houder van de handelsvergunning mag zelf beslissen of hij voor een middel dat nu de UAD status heeft, de status AV wil krijgen. Hij dient daartoe een verzoek in bij het College ter Beoordeling van Geneesmiddelen. Als het middel (de werkzame stof) op de geldende AV-lijst wordt genoemd, en voldaan wordt aan alle andere voorwaarden, kan het middel de status krijgen. In andere gevallen zal het College beoordelen of het alsnog kan op grond van de genoemde criteria. In alle beroepszaken die werden aangespannen tegen het indelingsbesluit op grond van de nieuwe Geneesmiddelenwet van 2007, heeft het CBG gelijk gekregen.

## Voorbeelden
Enkele soorten zelfzorgmedicijnen, die in menig huisapotheek te vinden zijn:

### Middelen tegen pijn
- acetylsalicylzuur (Aspirine)
- carbasalaatcalcium
- diclofenac
- ibuprofen
- naproxen
- paracetamol

### Middelen tegen hoest
- noscapine hoestdrank/-tablet
- Broomhexine ,( Bisolvon drank), voor vastzittende hoest door taaislijm

### Middelen tegen een verstopte neus
- oxymetazoline
- xylometazoline
- zoutoplossing

### Smeersels
- benzydaminehydrochloride
- glycerine
- vaseline-lidocaïne 3% (wisselend per jaar met en/of zonder recept verkrijgbaar)

### Diversen
- actieve kool
- chloorhexidine
- cinnarizine
- loperamide
- noodanticonceptie, zowel levonorgestrel als ulipristalacetaat